# 응우옌푹프엉중
응우옌푹프엉중(Nguyễn Phúc Phương Dung, 1942년 2월 5일 ~ )은 베트남 응우옌 왕조의 황녀이다. 바오다이의 3번째 딸로, 어머니는 남프엉 황후이다.